# Nova Igreja (Haarlem)

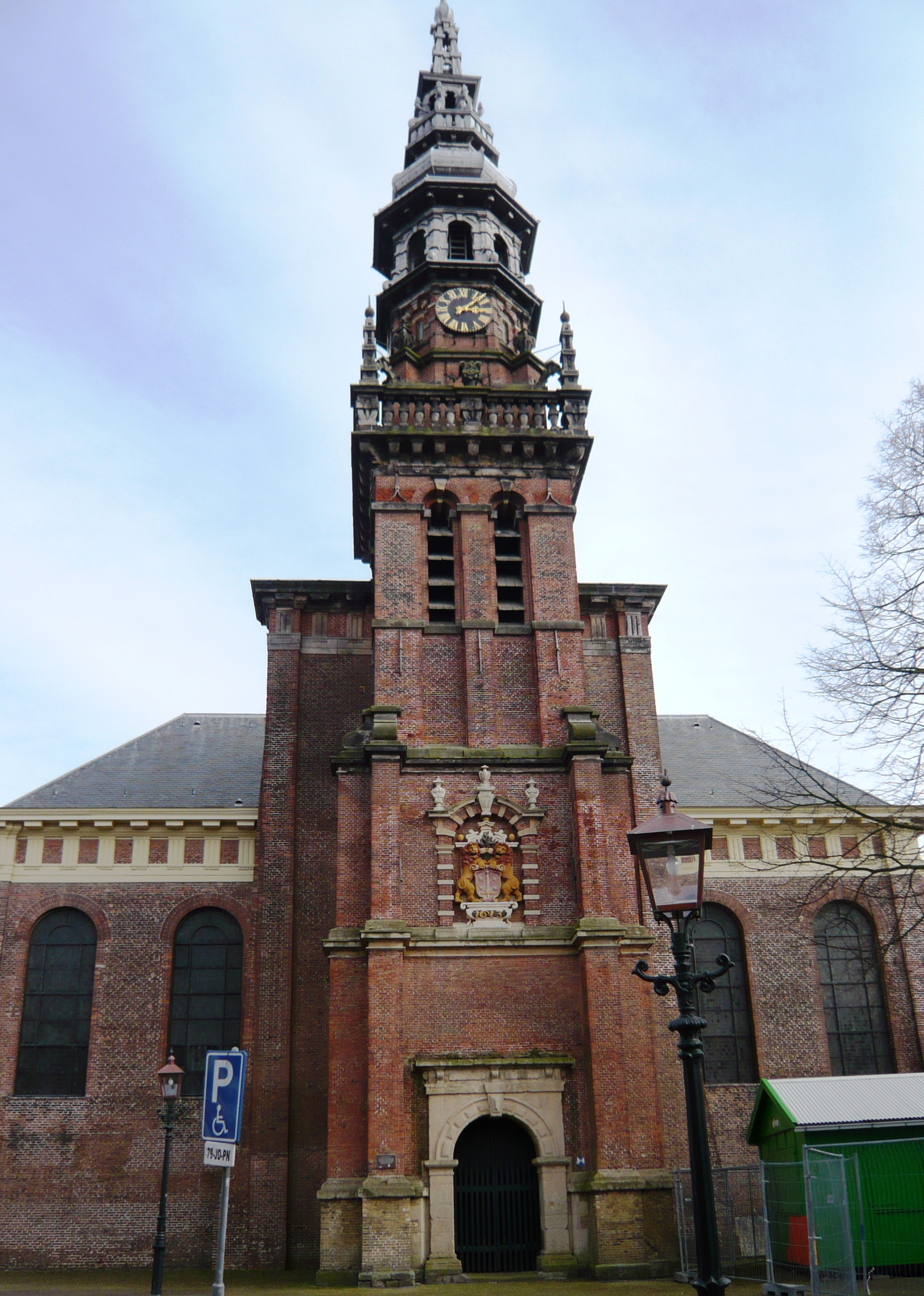
A Nieuwe Kerk em Haarlem.

O Nieuwe Kerk é uma igreja histórica protestante que data do século XVII na Nieuwe Kerksplein em Haarlem, Países Baixos.

## História
A torre foi construída em 1613 por Lieven de Key contra a antiga igreja de St. Anna, que foi substituída por um projeto de Jacob van Campen em 1645-1649.  O órgão foi originalmente construído por J. van Covelen no século XVI para a St. Bavochurch e foi transferido para a Nieuwe Kerk em 1791 por H. Hess.  O relógio mecânico da torre é de 1795.  Na torre da igreja existe um sino de 1749 com um diâmetro de 98 centímetros de Cyprianus Crans. 

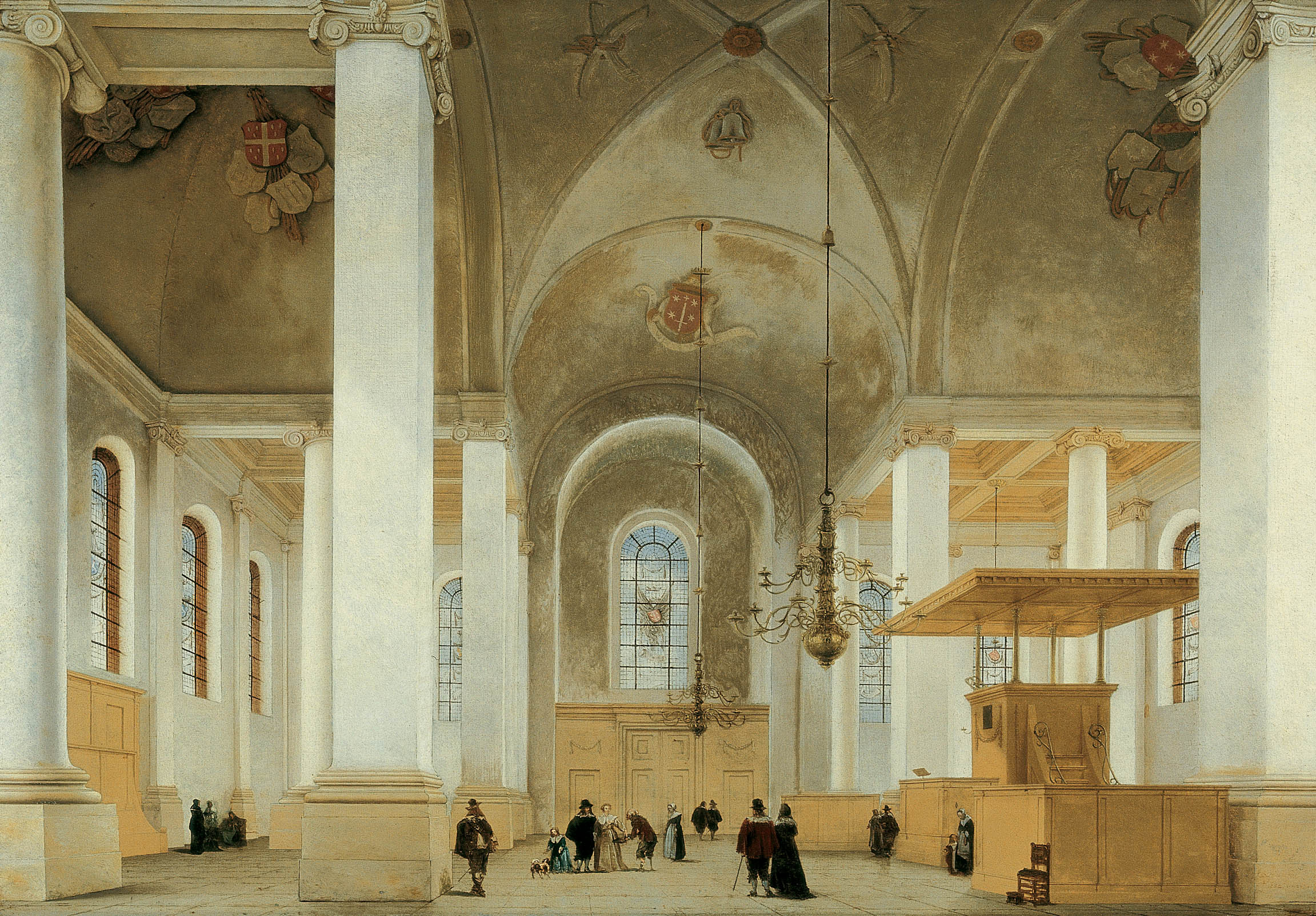
Interior de Pieter Jansz Saenredam.

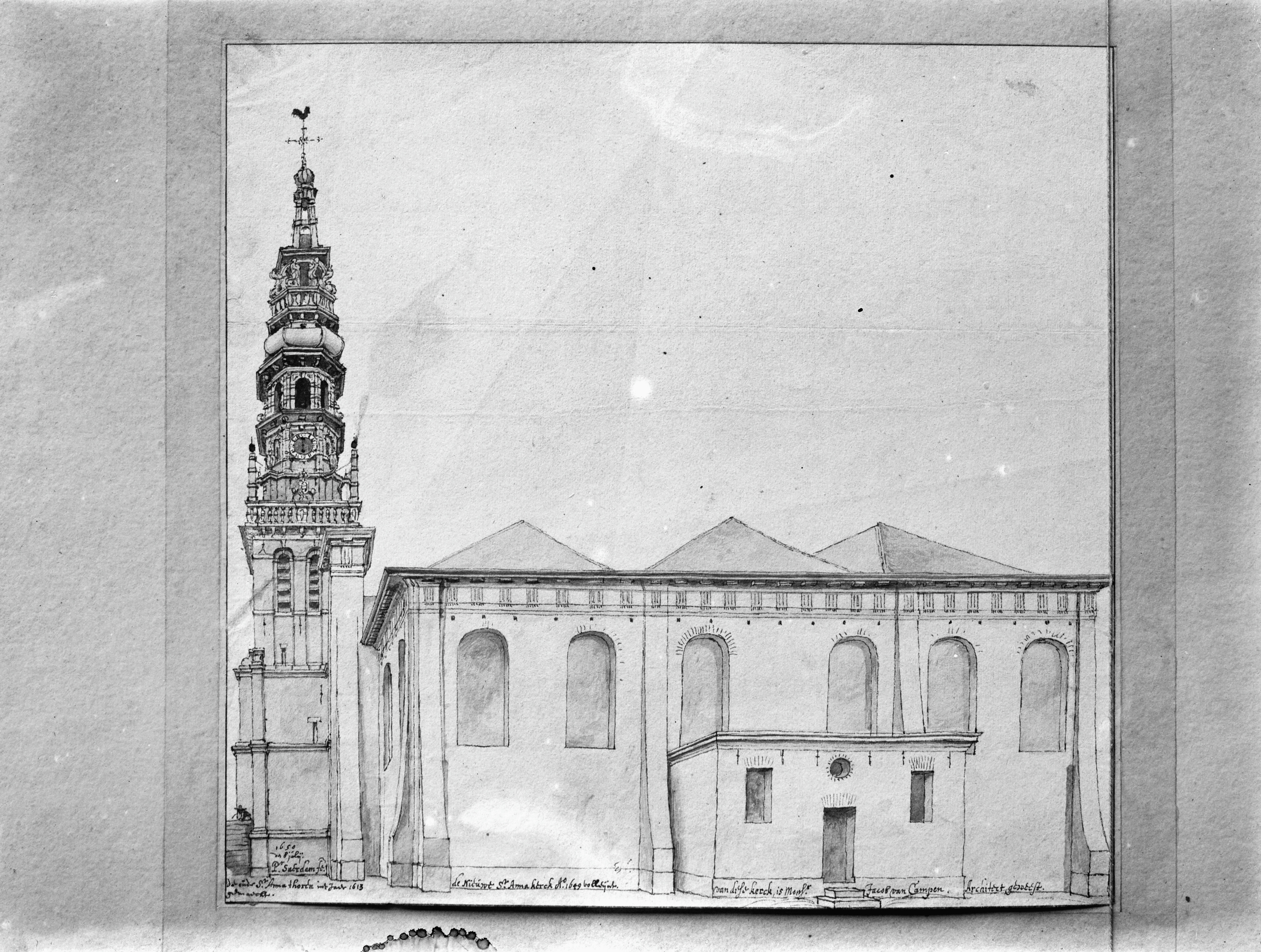
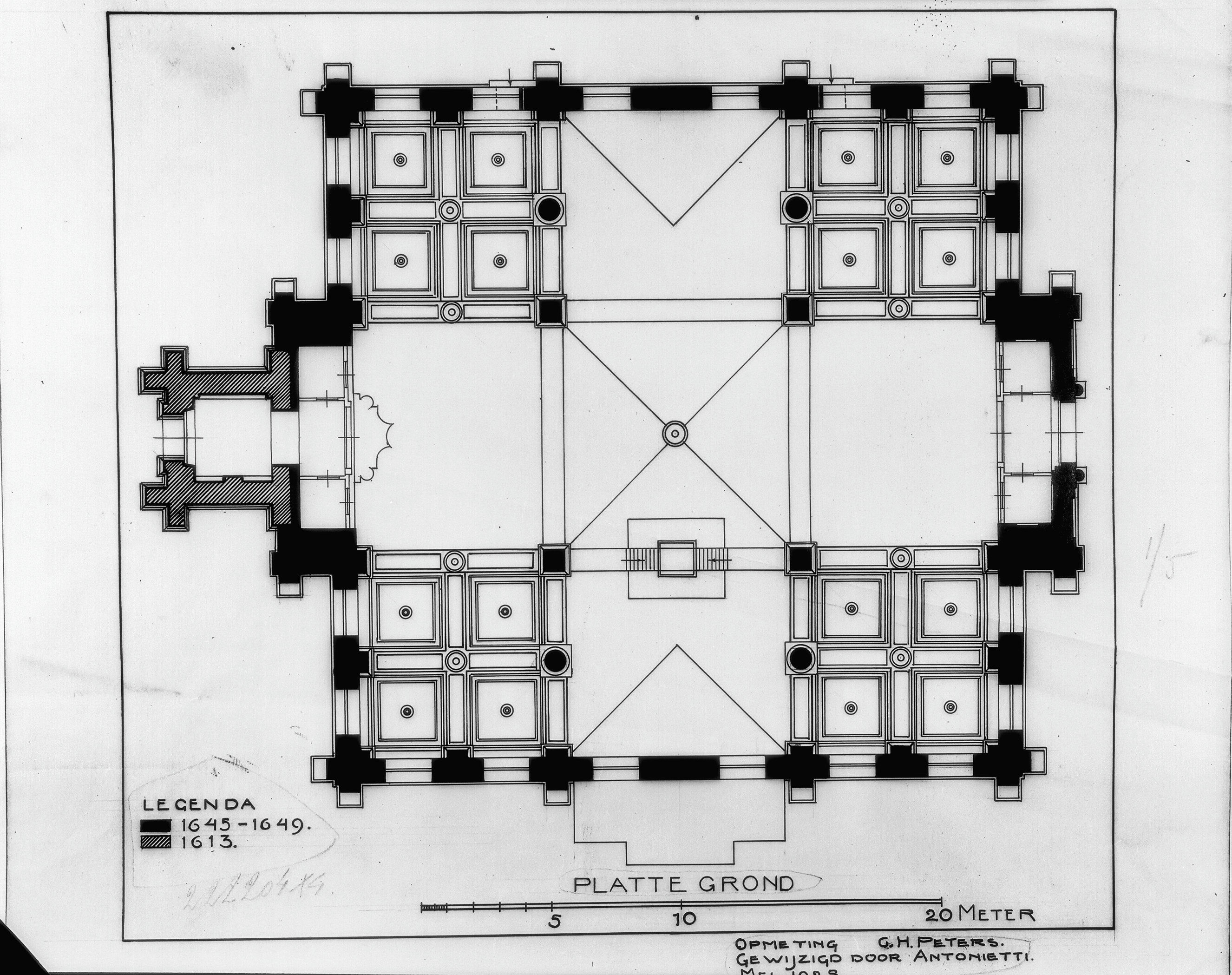
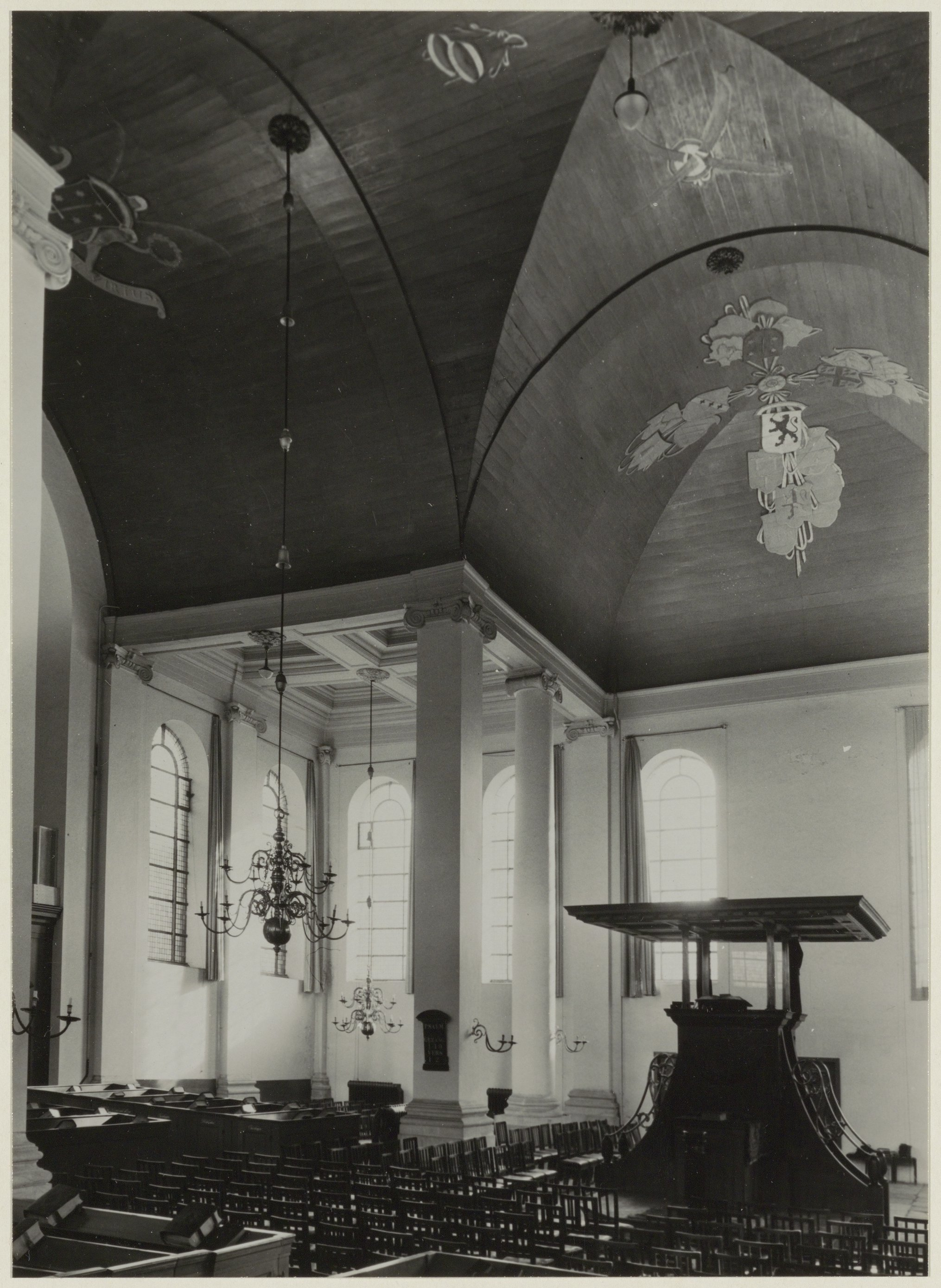
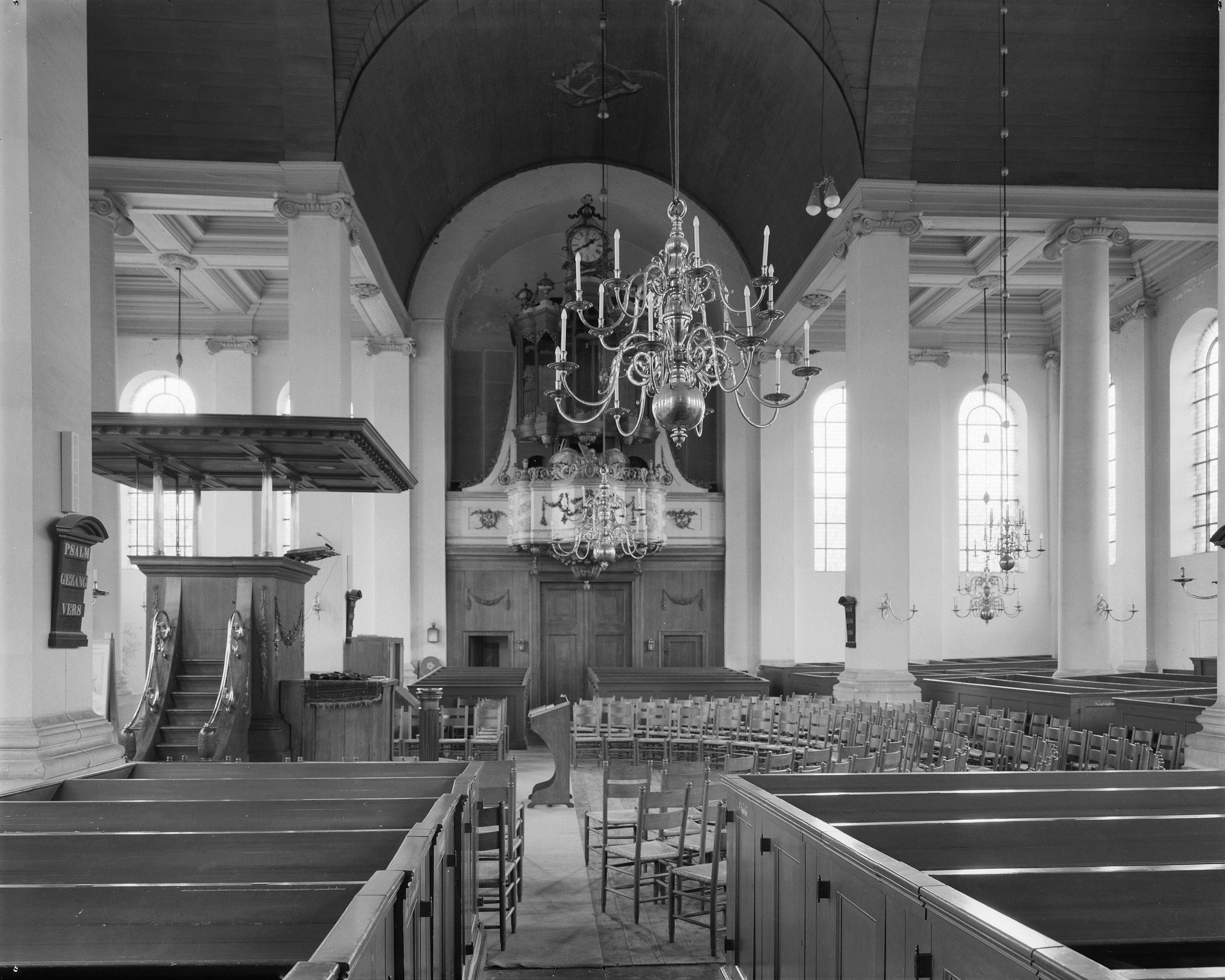
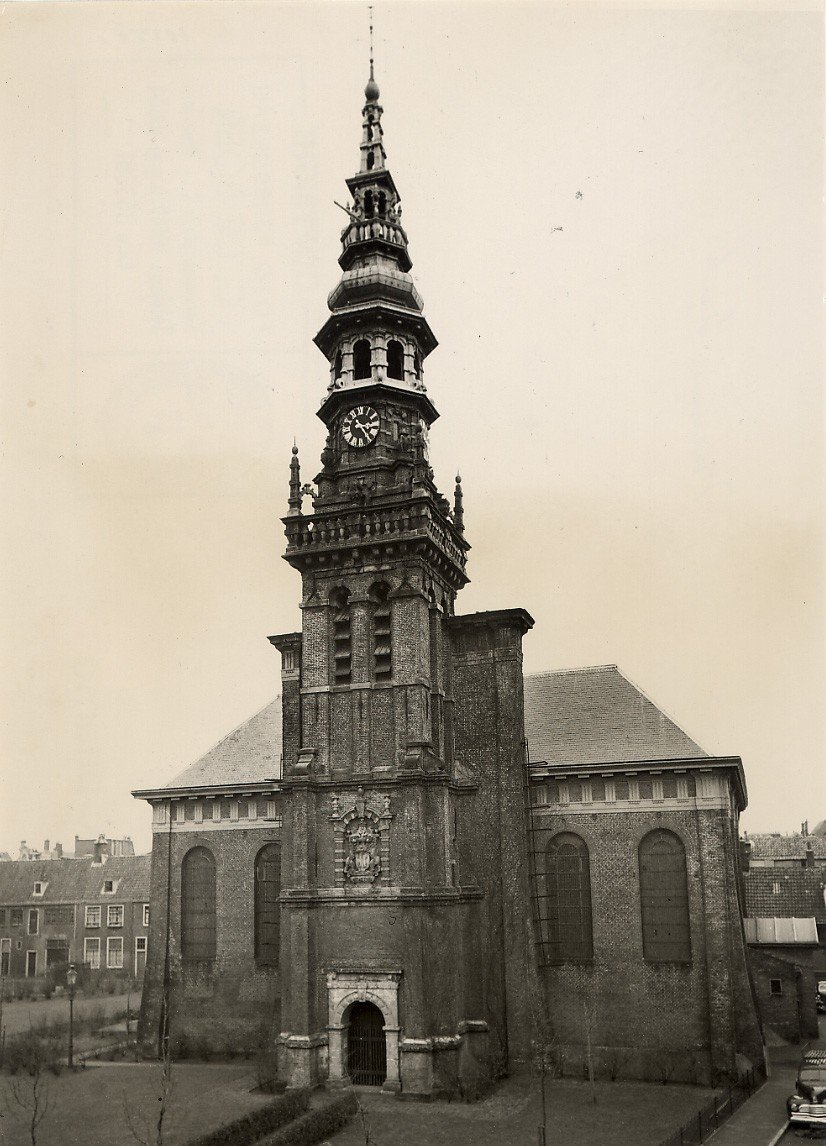
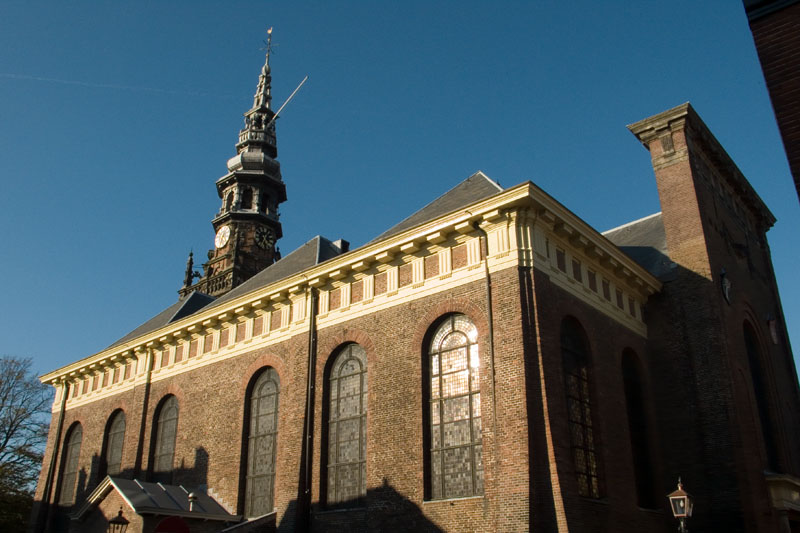
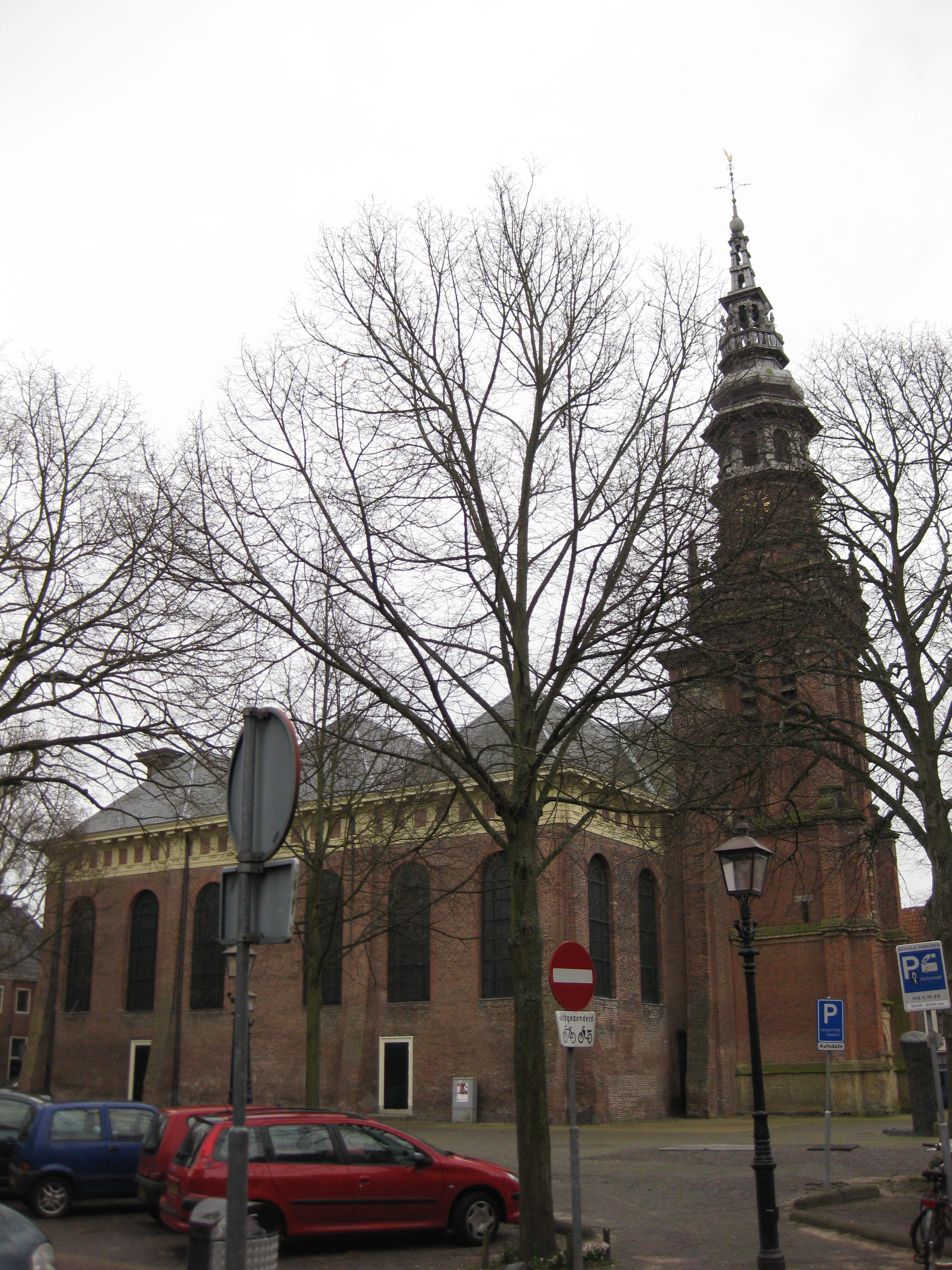

## Ligação externa
Media relacionados com Nova Igreja (Haarlem) no Wikimedia Commons